# Autoroute A623 (France)
Pour les articles homonymes, voir A623.
L'autoroute A623 est un segment autoroutier résiduel de 415 mètres constitué d'un pont et de 2 giratoires de l'échangeur du Palays du Périphérique de Toulouse au sud-est de Toulouse à proximité de la commune de Ramonville-Saint-Agne. Elle n'a donc pas de caractéristiques autoroutières. Elle permet de connecter les autoroutes A61 et A620 à la RD 813 (ex-RN 113). C’est l’autoroute la plus courte de France.

## Desserte
- RD 813 (ex-RN 113) vers Carcassonne
- Parc Technologique du Canal

## Historique
Auparavant d'une longueur de 2,7 kilomètres, l'autoroute était directement connectée via une bretelle autoroutière à l'A 61 et le périphérique de Toulouse (no 19 du périphérique).
Elle comportait, à mi-parcours environ, un échangeur non numéroté permettant d'accéder à une zone d'activités industrielles et de recherche, le Parc technologique du Canal. Elle est à 2 × 2 voies, sauf au niveau de cet échangeur où elle passe à 2 × 1 voies (les voies extérieures deviennent les voies de décélération et d'accélération de l'échangeur).

## Anciens parcours
- Échangeur entre A623 et A61 (Échangeur du Palays)
- 01 Parc Technologique du Canal, Ramonville-Saint-Agne, Z.I. Ramonville
- Échangeur entre A623 et RN 113

## Déclassement
La section entre le giratoire ouest de l'échangeur du Palays et la RN 113 a été déclassée en 2010.